# Ветер (противолодъчна ракета)
РПК-7 „Ветер“ (според класификацията на НАТО SS-N-16 Stallion (жребец)) е съветски ракетен противолодъчен комплекс с подводен старт, предназначен за използване от 650-мм торпедни апарати на подводните лодки против бързоходните ПЛ на противника с предварително известни координати.
Ракетните противолодъчни комплекси се използват за внезапно поражение ная подводни лодки плаващи с голяма скорост на дълбочини до 400 метра. Комплексите позволяват на плаваща на дълбочина до 100 метра подводна лодка, без да изменя курса си, да атакува ПЛ-цел, която не подозира за атаката дотогава, докато бойната част на ракетата не влезе във водата, поради което времето за отклоняване от атаката за ПЛ-цел е съкратено до минимум.

## История на проектирането
Разработката на ПРК-7 се осъществява от СМКБ „Новатор“ под ръководството на главния конструктор Лев Люлев.
Системата за инерционно управление на ракетата е разработена в НИИП (НИИ по Приборостроене) под ръководството на главния конструктор А. С. Абрамов.
През 1984 г. комплекса е приет на въоръжение във ВМФ на СССР.
През 1989 г., съгласно договора със САЩ, всички поразяващи средства с ядрени бойни глави (освен междуконтиненталните балистични ракети) са демонтирани от корабите.

## Конструкция
Ракетният противолодъчен комплекс РПК-7 включва ракетна пускова установка, ракета-носител клас „вода-въздух-вода“ с отделяща се бойна част и прибор за управление на стрелбата.
1. ПУ на комплекса представлява 650-мм торпеден апарат на подводна лодка.
2. Ракетата-носител клас „вода-въздух-вода“ е едностепенна двурежимна твърдогоривна неуправляема с отделяща се на финалната точка от полета бойна глава със Специална бойна част. Противолодъчните ракети са типове 86Р и 88Р;
3. Прибор за управление на стрелбата представлява комплекс от електронни блокове и механични устройства, които осигуряват приемането на целеуказанията, определянето на параметрите на движение на целта и собствения кораб, зареждане, въвеждане на полетното задание и провеждане на пуска.

## Принцип на действие
Преди изстрела от торпедния апарат на подводната лодка в ракетата-носител се въвеждат, с помощта на специално съединение, полетните данни до ПЛ-цел, които се определят с изпреварване от изчислителната машина на ПУТС според данните получени от хидроакустическите средства и навигационната система на кораб-носител или чрез ретранслация от други кораби и авиация, а също и от комуникационен спътник. Командата „пуск“ се подава от офицера, управляващ стрелбата, когато той се убеди, че изчислителната машина на прибора за управление на стрелбата е предала всички необходими изходни данни.
След излизането на ракетата-носител от торпедния апарат, на безопасно разстояние, се пуска стартовия режим на универсалния твърдогоривен двигател, работещ половината време във водата и половината време във въздуха. След това ракетата-носител се извежда на активен участък на полета под управлението на инерционната система с помощта на маршевия режим и в последващо преминаване в баллистична траектория със свръхзвукова скорост.
В разчетната точка бойната части с ядрен заряд се отделя от носителя и се потапя във водата до зададената дълбочина, след което става неговата детонация и поразяването на подводната лодка-цел на голяма дистанция от епицентъра на взрива.

## Модификации
- 88Р – базов модел, на въоръжение от 1984 г.
- 100РУ – управляем в полета модел на ракетата-носител с нова електронна апаратура, съвременен гравитационен управляем снаряд с комбиниран взривател (предполагаемо).